# 白柳淳
白柳 淳（しろやなぎ じゅん）は、クラシックギタリスト。
大阪府堺市出身で、現在は長野県上田市在住。主に、長野・関東・関西を中心に各地で演奏活動を行なっており、2016.10現在までに10枚の自主制作CDを発表。オリジナルギター曲を弦楽四重奏やオーケストラに編曲し、新たな可能性を切り開いている。

## 略歴
- 2001年12月：初のCDアルバム「白柳淳作品集1」発表（自作ギター曲10曲収録）
- 2003年 6月：CD「白柳淳作品集2」発表（自作ギター曲10曲収録）
- 2003年12月：「アランフェス協奏曲」全楽章を演奏（栃木交響楽団協力）
- 2004年12月：CD［白柳淳作品集3」発表（自作ピアノ曲4曲収録）
- 2005年11月：CD「目覚めは森の息吹の中で」発表。パステル作家松下英友と共演
- 2006年12月：CD「白柳淳作品集　ギター曲弦楽四重奏版」発表（弦楽四重奏曲8曲収録）
- 2008年 3月：CD「白柳淳作品集4」発表（自作ギター曲10曲収録）
- 2009年11月：CD「めぐりくる生命の物語～伊吹野によせて～」（自作ギター曲8曲収録）
- 2011年2月：CD「朝陽のように　弦楽四重奏曲集」（弦楽四重奏曲8曲収録）
- 2015年12月：CD「よつば治療院」（自作ピアノ曲6曲収録）